# Метт Доерті
Меттью Джеймс Доерті, більш відомий, як Метт Доерті — ірландський футболіст, правий захисник клубу «Вулвергемптон Вондерерз» і національної збірної Ірландії.

## Клубна кар'єра
Метт Доерті народився 16 січня 1992 року в Дубліні. вихованець клубу «Богеміан».
2010 року, Метт був підписаний англійський клубом «Вулвергемптон». У Прем'єр-лізі, дебютував 24 вересня 2011 року, в матчі проти «Ліверпуля».
У 2012 році, був відданий в оренду в шотландський «Гіберніан». За клуб провів 13 матчів у шотландській Прем'єр-лізі.
У жовтні 2012 був орендований клубом «Бері». Зіграв за «Бері» 17 матчів у Першій лізі.
30 серпня 2020 року підписав контракт з лондонським «Тоттенгемом». Дебютував за новий клуб 13 вересня того ж року в домашньому матчі проти «Евертона». Матч закінчився поразкою «Тоттенгема» з рахунком 0:1. Доерті боровся за місце основного правого захисника з Сержем Ор'є. 2 січня 2021 року Метт отримав червону картку в кінці гри з «Лідсом», яку команда виграла з рахунком 3–0. 26 лютого Доерті забив перший гол за клуб в матчі проти «Лідса» на «Елленд Роуд». 9 квітня Метт отримав травму медіальної колатеральної зв'язки, яка залишила його поза грою до кінця сезону.

## Міжнародна кар'єра
Протягом 2011—2012 років виступав за молодіжну збірну Ірландії U-19. З 2012 по 2014 грав за молодіжну збірну Ірландії U-21.
За національну збірну Ірландії дебютував 23 березня 2018 у програшному матчі проти збірної Туреччини (1:0).

## Титули і досягнення

### «Вулвергемптон»
- Перша ліга: 2013—2014
- Чемпіоншип: 2017—2018